# Microplexia confusa
Microplexia confusa là một loài bướm đêm trong họ Noctuidae.